# Stejaru (localidad de Tulcea)
Stejaru (antiguamente Eschibaba) es una localidad rumana de la comuna homónima, en el condado de Tulcea.

## Toponimia
El antiguo nombre del lugar puede encontrarse escrito con grafías como Eschi-Baba, Eschibaba, Eschi Baba y Eskibaba. Pasó a llamarse Stejaru.

## Historia
Hacia comienzos del siglo XX, la localidad, que ya por entonces pertenecía al condado de Tulcea, formaba parte de la comuna de Ciamurli-de-Sus y tenía contabilizada una población de 677 habitantes.
En la segunda mitad del siglo XX la localidad había pasado a formar parte de la comuna homónima de Stejaru. En el censo de 2021 la localidad tenía una población de 528 habitantes.